# Mittelbau-Dora

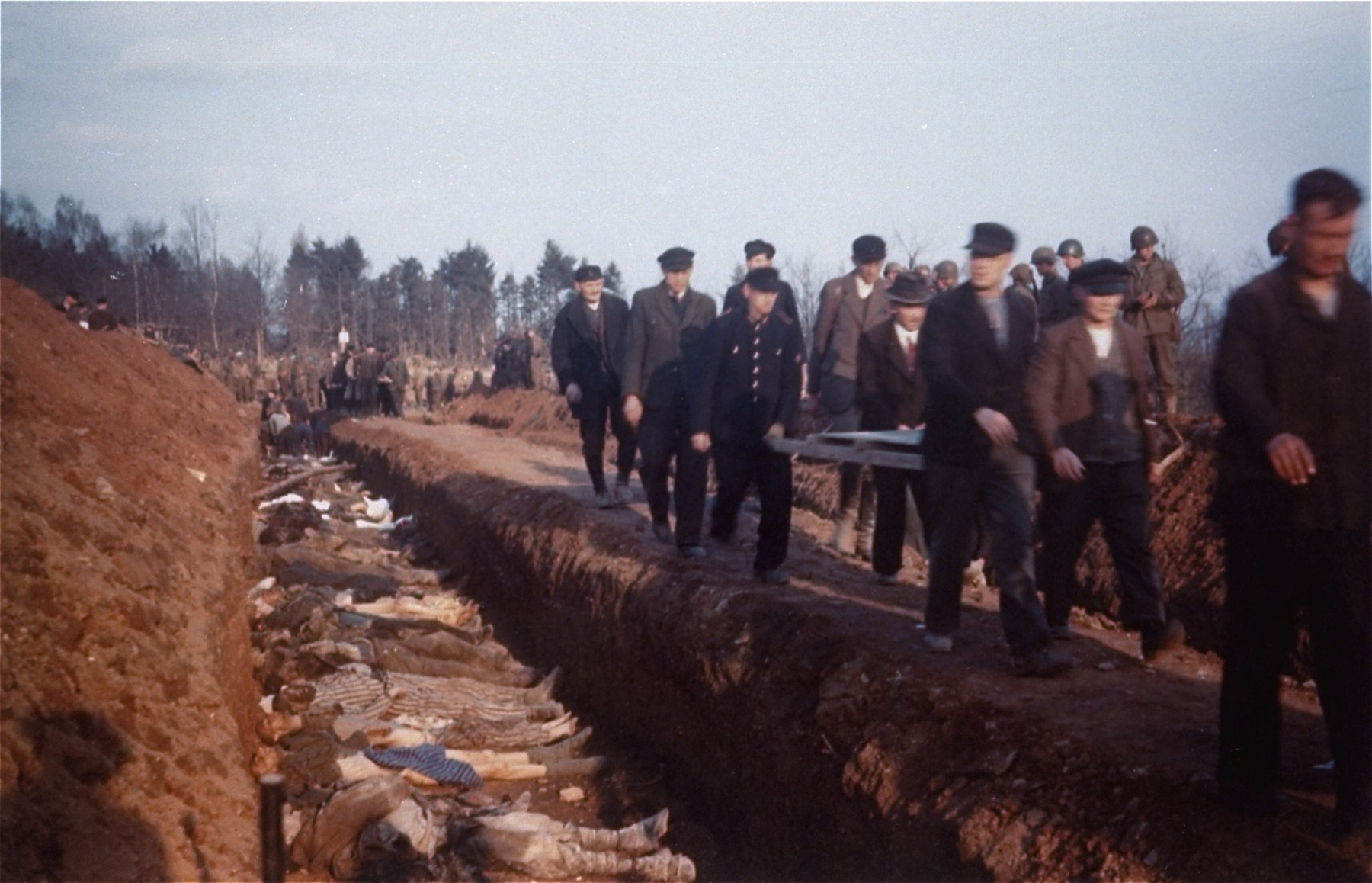
Supervisionados por soldados americanos, civis alemães de Nordhausen enterram os cadáveres de prisioneiros encontrados em Mittelbau-Dora em abril de 1945.

Mittelbau-Dora (também chamado de Dora e Nordhausen-Dora) foi um campo de trabalho forçado criado pela Alemanha Nazista, para fornecer trabalhadores para a construção de foguetes V2 em Mittelwerk.
É estimado que 20 000 prisioneiros morreram no campo, incluindo 9 000 por exaustão, 350 enforcados (200 deles por sabotagem) e o restante por doenças ou fuzilados.

## Bibliografía
- Jens-Christian Wagner: Produktion des Todes. Das KZ Mittelbau-Dora, Wallstein 2001
- Frank Baranowski: Die verdrängte Vergangenheit. Rüstungsproduktion und Zwangsarbeit in Nordthüringen, Mecke, Duderstadt 2000, 192 págs.
- Joachim Neander: „Hat in Europa kein annäherndes Beispiel”, Metropol 2000
- Rainer Eisfeld: Mondsüchtig. Wernher von Braun und die Geburt der Raumfahrt aus dem Geist der Barbarei, Rowohlt, Reinbek bei Hamburg 2000, 285 págs.
- Manfred Bornemann: Geheimprojekt Mittelbau, Bernard & Graefe Verlag, Bonn 1994, 238 págs.
- André Sellier Zwangsarbeit im Raketentunnel. Geschichte des Lagers Dora Lüneburg: Zu Klampen, 2000 ISBN 3-924245-95-9 (Sellier war selbst Häftling in D-M.) Aus dem Franz.(1998)- Engl. A History of the Dora Camp Chicago: Dee, 2003 ISBN 1-56663-511-X
- André Sellier y Yves le Maner Bilder aus Dora: Zwangsarbeit im Raketentunnel 1943-1945 Hg. Deutsches Museum, München, Übers. Waltraud Gros; Bad Münstereifel: Westkreuz, 2001 (Images de Dora, dt.) ISBN 3-929592-59-2
- Angela Fiedermann, Torsten Hess, Markus Jäger: Das Konzentrationslager Mittelbau Dora. Ein historischer Abriss Westkreuz-Verlag, Bad Münstereifel 1993, 112 págs.
- Alvin Gilens: Discovery and despair: Dimensions of Dora. Aufbruch und Verzweiflung: Dimensionen von Dora Westkreuz-Verlag, Bad Münstereifel 1995